# Danh sách cầu thủ tham dự giải vô địch bóng đá U-21 châu Âu 2015
Mỗi đội tuyển quốc gia phải đăng ký đội hình 23 cầu thủ, trong đó có 3 cầu thủ phải là thủ môn. Việc này phải hoàn tất 10 ngày trước khi giải đấu khởi tranh. Nếu một cầu thủ chấn thương hoặc ốm mà không thể tham gia giải được thì trước trận đấu đầu tiên của đội bóng, anh có thể được thay bằng một cầu thủ khác.
Cầu thủ in đậm từng thi đấu cho đội tuyển quốc gia.

## Bảng A

### Cộng hòa Séc
Ngày 25 tháng 5 năm 2015, Cộng hòa Séc công bố đội hình sơ loại 27 người. Ngày 7 tháng 6 năm 2015, đội hình chính thức được công bố.
Huấn luyện viên: Jakub Dovalil
| Số | VT | Cầu thủ         | Ngày sinh (tuổi)           | Trận | Bàn | Câu lạc bộ       |
| -- | -- | --------------- | -------------------------- | ---- | --- | ---------------- |
| 1  | TM | Tomáš Koubek    | 26 tháng 8, 1992 (22 tuổi) | 13   | 0   | Hradec Králové   |
| 2  | HV | Pavel Kadeřábek | 25 tháng 4, 1992 (23 tuổi) | 4    | 0   | 1899 Hoffenheim  |
| 3  | TĐ | Václav Kadlec   | 20 tháng 5, 1992 (23 tuổi) | 13   | 7   | Sparta Prague    |
| 4  | TV | Adam Jánoš      | 20 tháng 7, 1992 (22 tuổi) | 8    | 0   | Vysočina Jihlava |
| 5  | HV | Jakub Brabec    | 6 tháng 8, 1992 (22 tuổi)  | 10   | 0   | Sparta Prague    |
| 6  | TV | Ondřej Petrák   | 11 tháng 3, 1992 (23 tuổi) | 9    | 1   | 1. FC Nürnberg   |
| 7  | TV | David Houska    | 29 tháng 6, 1993 (21 tuổi) | 12   | 0   | Sigma Olomouc    |
| 8  | TV | Jaromír Zmrhal  | 2 tháng 8, 1993 (21 tuổi)  | 15   | 1   | Slavia Prague    |
| 9  | TV | Jan Kliment     | 1 tháng 9, 1993 (21 tuổi)  | 0    | 0   | Vysočina Jihlava |
| 10 | TĐ | Jiří Skalák     | 12 tháng 3, 1992 (23 tuổi) | 14   | 0   | Mladá Boleslav   |
| 11 | TV | Martin Frýdek   | 24 tháng 3, 1992 (23 tuổi) | 7    | 0   | Slovan Liberec   |
| 12 | TV | Michal Trávník  | 17 tháng 5, 1994 (21 tuổi) | 6    | 1   | Slovácko         |
| 13 | TV | Ladislav Krejčí | 5 tháng 7, 1992 (22 tuổi)  | 5    | 0   | Sparta Prague    |
| 14 | HV | Ladislav Takács | 15 tháng 7, 1996 (18 tuổi) | 4    | 1   | Teplice          |
| 15 | HV | Jan Baránek     | 26 tháng 6, 1993 (21 tuổi) | 6    | 0   | Viktoria Plzeň   |
| 16 | TM | Jiří Pavlenka   | 14 tháng 4, 1992 (23 tuổi) | 5    | 0   | Baník Ostrava    |
| 17 | TĐ | Tomáš Přikryl   | 4 tháng 7, 1992 (22 tuổi)  | 9    | 1   | Dukla Prague     |
| 18 | TV | Lukáš Masopust  | 12 tháng 2, 1993 (22 tuổi) | 7    | 0   | Baumit Jablonec  |
| 19 | HV | Matěj Hybš      | 3 tháng 1, 1993 (22 tuổi)  | 8    | 0   | Vysočina Jihlava |
| 20 | HV | Jakub Jugas     | 5 tháng 5, 1992 (23 tuổi)  | 8    | 0   | Zbrojovka Brno   |
| 21 | HV | Matěj Hanousek  | 2 tháng 6, 1993 (22 tuổi)  | 11   | 1   | Dukla Prague     |
| 22 | HV | Tomáš Kalas     | 15 tháng 5, 1993 (22 tuổi) | 19   | 0   | Chelsea          |
| 23 | TM | Michal Reichl   | 14 tháng 9, 1992 (22 tuổi) | 1    | 0   | Sigma Olomouc    |

### Đan Mạch
Ngày 1 tháng 6 năm 2015, Đan Mạch công bố đội hình chính thức. Lúc đó, Jores Okore có trong danh sách, tuy nhiên Patrick Banggaard đã thay thế anh, vì Okore không thể hồi phục kịp sau chấn thương. The next day, Okore ruled himself out.
Huấn luyện viên: Jess Thorup
| Số | VT | Cầu thủ                 | Ngày sinh (tuổi)            | Trận | Bàn | Câu lạc bộ             |
| -- | -- | ----------------------- | --------------------------- | ---- | --- | ---------------------- |
| 1  | TM | Jakob Busk              | 12 tháng 9, 1993 (21 tuổi)  | 12   | 0   | Sandefjord             |
| 2  | HV | Alexander Scholz        | 24 tháng 10, 1992 (22 tuổi) | 9    | 0   | Standard Liège         |
| 3  | HV | Frederik Sørensen       | 14 tháng 4, 1992 (23 tuổi)  | 15   | 0   | Hellas Verona          |
| 4  | HV | Jannik Vestergaard      | 3 tháng 8, 1992 (22 tuổi)   | 24   | 3   | Werder Bremen          |
| 5  | HV | Jonas Knudsen           | 16 tháng 9, 1992 (22 tuổi)  | 13   | 0   | Esbjerg                |
| 6  | HV | Andreas Christensen     | 10 tháng 4, 1996 (19 tuổi)  | 15   | 1   | Chelsea                |
| 7  | TĐ | Viktor Fischer          | 9 tháng 6, 1994 (21 tuổi)   | 1    | 0   | Ajax                   |
| 8  | TV | Lasse Vigen Christensen | 15 tháng 8, 1994 (20 tuổi)  | 14   | 5   | Fulham                 |
| 9  | TĐ | Yussuf Poulsen          | 15 tháng 6, 1994 (21 tuổi)  | 11   | 4   | RB Leipzig             |
| 10 | TV | Pierre-Emile Højbjerg   | 5 tháng 8, 1995 (19 tuổi)   | 5    | 4   | FC Augsburg            |
| 11 | TĐ | Uffe Bech               | 13 tháng 1, 1993 (22 tuổi)  | 5    | 1   | Nordsjælland           |
| 12 | HV | Patrick Banggaard       | 4 tháng 4, 1994 (21 tuổi)   | 6    | 1   | Midtjylland            |
| 13 | HV | Riza Durmisi            | 8 tháng 1, 1994 (21 tuổi)   | 6    | 1   | Brøndby                |
| 14 | HV | Christoffer Remmer      | 16 tháng 1, 1993 (22 tuổi)  | 10   | 2   | Copenhagen             |
| 15 | TV | Nicolaj Thomsen         | 8 tháng 5, 1993 (22 tuổi)   | 17   | 3   | Aalborg BK             |
| 16 | TM | Frederik Rønnow         | 4 tháng 8, 1992 (22 tuổi)   | 13   | 0   | Horsens                |
| 17 | TV | Christian Nørgaard      | 10 tháng 3, 1994 (21 tuổi)  | 7    | 0   | Brøndby                |
| 18 | TV | Rasmus Falk Jensen      | 15 tháng 1, 1992 (23 tuổi)  | 8    | 1   | OB                     |
| 19 | TV | Jens Jønsson            | 10 tháng 1, 1993 (22 tuổi)  | 12   | 2   | AGF                    |
| 20 | TĐ | Nicolai Brock-Madsen    | 9 tháng 1, 1993 (22 tuổi)   | 14   | 7   | Randers                |
| 21 | TĐ | Emil Berggreen          | 10 tháng 5, 1993 (22 tuổi)  | 5    | 1   | Eintracht Braunschweig |
| 22 | TM | David Jensen            | 25 tháng 3, 1992 (23 tuổi)  | 4    | 0   | Nordsjælland           |
| 23 | TV | Pione Sisto             | 4 tháng 2, 1995 (20 tuổi)   | 0    | 0   | Midtjylland            |

### Đức
Ngày 26 tháng 5 năm 2015, Đức công bố đội hình sơ loại 28 người. Đội hình chính thức được công bố ngày 7 tháng 6 năm 2015.
Huấn luyện viên: Horst Hrubesch
| Số | VT | Cầu thủ               | Ngày sinh (tuổi)            | Trận | Bàn | Câu lạc bộ            |
| -- | -- | --------------------- | --------------------------- | ---- | --- | --------------------- |
| 1  | TM | Bernd Leno            | 4 tháng 3, 1992 (23 tuổi)   | 14   | 0   | Bayer Leverkusen      |
| 2  | HV | Julian Korb           | 21 tháng 3, 1992 (23 tuổi)  | 6    | 0   | BoNga Mönchengladbach |
| 3  | HV | Christian Günter      | 28 tháng 2, 1993 (22 tuổi)  | 6    | 0   | SC Freiburg           |
| 4  | HV | Matthias Ginter       | 19 tháng 1, 1994 (21 tuổi)  | 10   | 0   | BoNga Dortmund        |
| 5  | HV | Nico Schulz           | 1 tháng 4, 1993 (22 tuổi)   | 10   | 1   | Hertha BSC            |
| 6  | TV | Johannes Geis         | 17 tháng 8, 1993 (21 tuổi)  | 10   | 0   | Mainz 05              |
| 7  | TV | Leonardo Bittencourt  | 19 tháng 12, 1993 (21 tuổi) | 16   | 3   | Hannover 96           |
| 8  | TV | Yunus Mallı           | 24 tháng 2, 1992 (23 tuổi)  | 10   | 1   | Mainz 05              |
| 9  | TĐ | Kevin Volland (c)     | 30 tháng 7, 1992 (22 tuổi)  | 18   | 9   | 1899 Hoffenheim       |
| 10 | TV | Moritz Leitner        | 8 tháng 12, 1992 (22 tuổi)  | 23   | 7   | VfB Stuttgart         |
| 11 | TV | Emre Can              | 12 tháng 1, 1994 (21 tuổi)  | 12   | 0   | Liverpool             |
| 12 | TM | Marc-André ter Stegen | 30 tháng 4, 1992 (23 tuổi)  | 9    | 0   | Barcelona             |
| 13 | TĐ | Philipp Hofmann       | 30 tháng 3, 1993 (22 tuổi)  | 15   | 9   | 1. FC Kaiserslautern  |
| 14 | TV | Kerem Demirbay        | 3 tháng 7, 1993 (21 tuổi)   | 0    | 0   | 1. FC Kaiserslautern  |
| 15 | TĐ | Serge Gnabry          | 14 tháng 7, 1995 (19 tuổi)  | 3    | 0   | Arsenal               |
| 16 | HV | Robin Knoche          | 22 tháng 5, 1992 (23 tuổi)  | 12   | 2   | VfL Wolfsburg         |
| 17 | TV | Joshua Kimmich        | 8 tháng 2, 1995 (20 tuổi)   | 4    | 0   | RB Leipzig            |
| 18 | TV | Maximilian Arnold     | 27 tháng 5, 1994 (21 tuổi)  | 8    | 0   | VfL Wolfsburg         |
| 19 | TV | Amin Younes           | 6 tháng 8, 1993 (21 tuổi)   | 14   | 3   | 1. FC Kaiserslautern  |
| 20 | TV | Max Meyer             | 18 tháng 9, 1995 (19 tuổi)  | 5    | 1   | Schalke 04            |
| 21 | TV | Felix Klaus           | 13 tháng 9, 1992 (22 tuổi)  | 2    | 0   | SC Freiburg           |
| 22 | HV | Dominique Heintz      | 15 tháng 8, 1993 (21 tuổi)  | 5    | 1   | 1. FC Kaiserslautern  |
| 23 | TM | Timo Horn             | 12 tháng 5, 1993 (22 tuổi)  | 4    | 0   | 1. FC Köln            |

### Serbia
Ngày 29 tháng 5 năm 2015, Serbia công bố đội hình chính thức.
Huấn luyện viên: Mladen Dodić
| Số | VT | Cầu thủ              | Ngày sinh (tuổi)            | Trận | Bàn | Câu lạc bộ        |
| -- | -- | -------------------- | --------------------------- | ---- | --- | ----------------- |
| 1  | TM | Marko Dmitrović      | 24 tháng 1, 1992 (23 tuổi)  | 15   | 0   | Charlton Athletic |
| 2  | TV | Aleksandar Kovačević | 9 tháng 1, 1992 (23 tuổi)   | 10   | 0   | Red Star          |
| 3  | HV | Marko Petković       | 3 tháng 9, 1992 (22 tuổi)   | 18   | 0   | Red Star          |
| 4  | TV | Srđan Mijailović     | 10 tháng 11, 1993 (21 tuổi) | 12   | 0   | Kayserispor       |
| 5  | HV | Uroš Ćosić           | 24 tháng 10, 1992 (22 tuổi) | 10   | 0   | Pescara           |
| 6  | HV | Aleksandar Pantić    | 11 tháng 4, 1992 (23 tuổi)  | 16   | 1   | Córdoba           |
| 7  | TV | Goran Čaušić         | 5 tháng 5, 1992 (23 tuổi)   | 10   | 1   | Eskişehirspor     |
| 8  | TV | Mirko Ivanić         | 13 tháng 9, 1993 (21 tuổi)  | 0    | 0   | Vojvodina         |
| 9  | TĐ | Aleksandar Pešić     | 21 tháng 5, 1992 (23 tuổi)  | 9    | 3   | Toulouse          |
| 10 | TV | Filip Đuričić        | 30 tháng 1, 1992 (23 tuổi)  | 16   | 3   | Benfica           |
| 11 | TĐ | Aleksandar Čavrić    | 18 tháng 5, 1994 (21 tuổi)  | 4    | 0   | Genk              |
| 12 | TM | Nikola Perić         | 4 tháng 2, 1992 (23 tuổi)   | 5    | 5   | Jagodina          |
| 13 | HV | Nemanja Petrović     | 17 tháng 4, 1992 (23 tuổi)  | 8    | 0   | Partizan          |
| 14 | TV | Darko Brašanac       | 12 tháng 2, 1992 (23 tuổi)  | 12   | 1   | Partizan          |
| 15 | HV | Uroš Spajić          | 13 tháng 2, 1993 (22 tuổi)  | 10   | 0   | Toulouse          |
| 16 | TĐ | Luka Milunović       | 21 tháng 12, 1992 (22 tuổi) | 16   | 5   | Platanias         |
| 17 | HV | Aleksandar Filipović | 20 tháng 12, 1994 (20 tuổi) | 1    | 0   | Jagodina          |
| 18 | TV | Miloš Jojić          | 19 tháng 3, 1992 (23 tuổi)  | 16   | 3   | BoNga Dortmund    |
| 19 | TĐ | Nikola Stojiljković  | 17 tháng 8, 1992 (22 tuổi)  | 8    | 1   | Čukarički         |
| 20 | HV | Lazar Ćirković       | 22 tháng 8, 1992 (22 tuổi)  | 4    | 0   | Partizan          |
| 21 | TĐ | Slavoljub Srnić      | 12 tháng 1, 1992 (23 tuổi)  | 3    | 2   | Čukarički         |
| 22 | HV | Filip Stojković      | 22 tháng 1, 1993 (22 tuổi)  | 3    | 0   | Čukarički         |
| 23 | TM | Nemanja Stevanović   | 5 tháng 5, 1992 (23 tuổi)   | 0    | 0   | Čukarički         |

## Bảng B

### Anh
Ngày 20 tháng 5 năm 2015, Anh công bố đội hình sơ loại 27 người. Ngày 2 tháng 6 năm 2015, họ công bố đội hình chính thức. Ngày 18 tháng 6 năm 2015, Benik Afobe thay cho Saido Berahino bị chấn thương.
Huấn luyện viên: Gareth Southgate
| Số | VT | Cầu thủ             | Ngày sinh (tuổi)            | Trận | Bàn | Câu lạc bộ              |
| -- | -- | ------------------- | --------------------------- | ---- | --- | ----------------------- |
| 1  | TM | Jack Butland        | 10 tháng 3, 1993 (22 tuổi)  | 29   | 0   | Stoke City              |
| 2  | HV | Carl Jenkinson      | 8 tháng 2, 1992 (23 tuổi)   | 19   | 2   | Arsenal                 |
| 3  | HV | Luke Garbutt        | 21 tháng 5, 1993 (22 tuổi)  | 11   | 0   | Everton                 |
| 4  | TV | Jake Forster-Caskey | 25 tháng 4, 1994 (21 tuổi)  | 9    | 1   | Brighton & Hove Albion  |
| 5  | HV | John Stones         | 28 tháng 5, 1994 (21 tuổi)  | 17   | 0   | Everton                 |
| 6  | HV | Ben Gibson          | 15 tháng 1, 1993 (22 tuổi)  | 7    | 1   | Middlesbrough           |
| 7  | TV | Alex Pritchard      | 3 tháng 5, 1993 (22 tuổi)   | 10   | 0   | Tottenham Hotspur       |
| 8  | TV | James Ward-Prowse   | 1 tháng 11, 1994 (20 tuổi)  | 14   | 3   | Southampton             |
| 9  | TĐ | Harry Kane          | 28 tháng 7, 1993 (21 tuổi)  | 18   | 12  | Tottenham Hotspur       |
| 10 | TV | Tom Carroll         | 28 tháng 5, 1992 (23 tuổi)  | 19   | 2   | Tottenham Hotspur       |
| 11 | TV | Nathan Redmond      | 6 tháng 3, 1994 (21 tuổi)   | 24   | 5   | Norwich City            |
| 12 | TM | Jonathan Bond       | 19 tháng 5, 1993 (22 tuổi)  | 5    | 0   | Watford                 |
| 13 | TM | Marcus Bettinelli   | 24 tháng 5, 1992 (23 tuổi)  | 1    | 0   | Fulham                  |
| 14 | TV | Nathaniel Chalobah  | 12 tháng 12, 1994 (20 tuổi) | 23   | 0   | Chelsea                 |
| 15 | HV | Michael Keane       | 11 tháng 1, 1993 (22 tuổi)  | 16   | 3   | Burnley                 |
| 16 | TV | Jesse Lingard       | 15 tháng 12, 1992 (22 tuổi) | 16   | 5   | Manchester United       |
| 17 | TĐ | Danny Ings          | 23 tháng 7, 1992 (22 tuổi)  | 16   | 4   | Burnley                 |
| 18 | TĐ | Benik Afobe         | 12 tháng 2, 1993 (22 tuổi)  | 8    | 1   | Wolverhampton Wanderers |
| 19 | TV | Will Hughes         | 17 tháng 4, 1995 (20 tuổi)  | 25   | 2   | Derby County            |
| 20 | HV | Liam Moore          | 31 tháng 1, 1993 (22 tuổi)  | 18   | 1   | Leicester City          |
| 21 | HV | Calum Chambers      | 20 tháng 1, 1995 (20 tuổi)  | 7    | 0   | Arsenal                 |
| 22 | HV | Matt Targett        | 18 tháng 9, 1995 (19 tuổi)  | 1    | 0   | Southampton             |
| 23 | TV | Ruben Loftus-Cheek  | 23 tháng 1, 1996 (19 tuổi)  | 12   | 0   | Chelsea                 |

### Ý
Ngày 1 tháng 6 năm 2015, Ý công bố đội hình sơ loại 27 người. Ngày 7 tháng 6 năm 2015, họ công bố đội hình chính thức.
Huấn luyện viên: Luigi Di Biagio
| Số | VT | Cầu thủ               | Ngày sinh (tuổi)            | Trận | Bàn | Câu lạc bộ     |
| -- | -- | --------------------- | --------------------------- | ---- | --- | -------------- |
| 1  | TM | Phápsco Bardi         | 18 tháng 1, 1992 (23 tuổi)  |      |     | Inter Milan    |
| 2  | HV | Stefano Sabelli       | 13 tháng 1, 1993 (22 tuổi)  |      |     | Bari           |
| 3  | HV | Cristiano Biraghi     | 1 tháng 9, 1992 (22 tuổi)   |      |     | Inter Milan    |
| 4  | TV | Lorenzo Crisetig      | 20 tháng 1, 1993 (22 tuổi)  |      |     | Inter Milan    |
| 5  | HV | Daniele Rugani        | 29 tháng 7, 1994 (20 tuổi)  |      |     | Empoli         |
| 6  | HV | Alessio Romagnoli     | 12 tháng 1, 1995 (20 tuổi)  |      |     | Roma           |
| 7  | TV | Federico Viviani      | 24 tháng 3, 1992 (23 tuổi)  |      |     | Roma           |
| 8  | TV | Stefano Sturaro       | 9 tháng 3, 1993 (22 tuổi)   |      |     | Juventus       |
| 9  | TĐ | Andrea Belotti        | 20 tháng 12, 1993 (21 tuổi) |      |     | Palermo        |
| 10 | TĐ | Domenico Berardi      | 1 tháng 8, 1994 (20 tuổi)   |      |     | Sassuolo       |
| 11 | TĐ | Federico Bernardeschi | 16 tháng 2, 1994 (21 tuổi)  |      |     | Fiorentina     |
| 12 | HV | Federico Barba        | 1 tháng 9, 1993 (21 tuổi)   |      |     | Empoli         |
| 13 | HV | Matteo Bianchetti (c) | 17 tháng 3, 1993 (22 tuổi)  |      |     | Hellas Verona  |
| 14 | TM | Marco Sportiello      | 10 tháng 5, 1992 (23 tuổi)  |      |     | Atalanta       |
| 15 | TV | Marco Benassi         | 8 tháng 9, 1994 (20 tuổi)   |      |     | Torino         |
| 16 | TV | Daniele Baselli       | 12 tháng 3, 1992 (23 tuổi)  |      |     | Atalanta       |
| 17 | HV | Armando Izzo          | 2 tháng 3, 1992 (23 tuổi)   |      |     | Genoa          |
| 18 | TV | Cristian Battocchio   | 10 tháng 2, 1992 (23 tuổi)  |      |     | Virtus Entella |
| 19 | TĐ | Marcello Trotta       | 29 tháng 9, 1992 (22 tuổi)  |      |     | Avellino       |
| 20 | TM | Nicola Leali          | 17 tháng 2, 1993 (22 tuổi)  |      |     | Juventus       |
| 21 | TV | Danilo Cataldi        | 6 tháng 8, 1994 (20 tuổi)   |      |     | Lazio          |
| 22 | HV | Davide Zappacosta     | 23 tháng 6, 1992 (22 tuổi)  |      |     | Atalanta       |
| 23 | TĐ | Simone Verdi          | 12 tháng 7, 1992 (22 tuổi)  |      |     | Empoli         |

### Bồ Đào Nha
Ngày 1 tháng 6 năm 2015, Bồ Đào Nha công bố đội hình sơ loại 25 người.
Huấn luyện viên: Rui Jorge
| Số | VT | Cầu thủ             | Ngày sinh (tuổi)            | Trận | Bàn | Câu lạc bộ           |
| -- | -- | ------------------- | --------------------------- | ---- | --- | -------------------- |
| 1  | TM | José Sá             | 17 tháng 1, 1993 (22 tuổi)  | 11   | 0   | Marítimo             |
| 2  | HV | Ricardo Esgaio      | 16 tháng 5, 1993 (22 tuổi)  | 13   | 3   | Académica de Coimbra |
| 3  | HV | Tiago Ilori         | 26 tháng 2, 1993 (22 tuổi)  | 6    | 1   | Liverpool            |
| 4  | HV | Paulo Oliveira      | 8 tháng 1, 1992 (23 tuổi)   | 18   | 1   | Sporting CP          |
| 5  | HV | Raphaël Guerreiro   | 22 tháng 12, 1993 (21 tuổi) | 8    | 0   | Lorient              |
| 6  | TV | William Carvalho    | 7 tháng 4, 1992 (23 tuổi)   | 10   | 2   | Sporting CP          |
| 7  | TV | Rafa Silva          | 17 tháng 5, 1993 (22 tuổi)  | 11   | 3   | Braga                |
| 8  | TV | Sérgio Oliveira (c) | 2 tháng 6, 1992 (23 tuổi)   | 18   | 3   | Paços de Ferreira    |
| 9  | TĐ | Gonçalo Paciência   | 1 tháng 8, 1994 (20 tuổi)   | 4    | 0   | Porto                |
| 10 | TV | Bernardo Silva      | 10 tháng 8, 1994 (20 tuổi)  | 9    | 5   | Monaco               |
| 11 | TĐ | Iuri Medeiros       | 10 tháng 7, 1994 (20 tuổi)  | 4    | 0   | Arouca               |
| 12 | TM | Daniel Fernandes    | 13 tháng 11, 1992 (22 tuổi) | 6    | 0   | SC Paderborn         |
| 13 | HV | João Cancelo        | 27 tháng 5, 1994 (21 tuổi)  | 3    | 0   | Valencia             |
| 14 | HV | Tobias Figueiredo   | 2 tháng 2, 1994 (21 tuổi)   | 2    | 0   | Sporting CP          |
| 15 | HV | Frederico Venâncio  | 4 tháng 2, 1993 (22 tuổi)   | 2    | 0   | Vitória              |
| 16 | TV | Rúben Neves         | 13 tháng 3, 1997 (18 tuổi)  | 6    | 1   | Porto                |
| 17 | TĐ | Carlos Mané         | 11 tháng 3, 1994 (21 tuổi)  | 9    | 2   | Sporting CP          |
| 18 | TĐ | Ivan Cavaleiro      | 18 tháng 10, 1993 (21 tuổi) | 10   | 6   | Benfica              |
| 19 | TĐ | Ricardo Horta       | 15 tháng 9, 1994 (20 tuổi)  | 5    | 0   | Málaga               |
| 20 | TV | Tozé                | 14 tháng 1, 1993 (22 tuổi)  | 10   | 0   | Estoril              |
| 21 | TĐ | Ricardo Pereira     | 6 tháng 10, 1993 (21 tuổi)  | 14   | 6   | Porto                |
| 22 | TM | Bruno Varela        | 4 tháng 11, 1994 (20 tuổi)  | 1    | 0   | Benfica              |
| 23 | TV | João Mário          | 19 tháng 1, 1993 (22 tuổi)  | 8    | 1   | Sporting CP          |

### Thụy Điển
Ngày 2 tháng 6 năm 2015, Thụy Điển công bố đội hình chính thức. Ngày 15 tháng 6 năm 2015, hậu vệ Emil Krafth bị loại khỏi giải đấu vì chấn thương lưng, được thay bằng hậu vệ Victor Lindelöf.
Huấn luyện viên: Håkan Ericson
| Số | VT | Cầu thủ             | Ngày sinh (tuổi)           | Trận | Bàn | Câu lạc bộ            |
| -- | -- | ------------------- | -------------------------- | ---- | --- | --------------------- |
| 1  | TM | Patrik Carlgren     | 8 tháng 1, 1992 (23 tuổi)  | 13   | 0   | AIK                   |
| 2  | HV | Victor Lindelöf     | 17 tháng 7, 1994 (20 tuổi) | 4    | 0   | Benfica               |
| 3  | HV | Alexander Milošević | 30 tháng 1, 1992 (23 tuổi) | 20   | 3   | Beşiktaş              |
| 4  | HV | Filip Helander      | 22 tháng 4, 1993 (22 tuổi) | 14   | 0   | Malmö FF              |
| 5  | HV | Ludwig Augustinsson | 21 tháng 4, 1994 (21 tuổi) | 11   | 0   | Copenhagen            |
| 6  | TV | Oscar Lewicki       | 14 tháng 7, 1992 (22 tuổi) | 22   | 2   | Malmö FF              |
| 7  | TV | Oscar Hiljemark (c) | 28 tháng 6, 1992 (22 tuổi) | 32   | 3   | PSV                   |
| 8  | TV | Abdul Khalili       | 7 tháng 6, 1992 (23 tuổi)  | 8    | 0   | Mersin İdmanyurdu     |
| 9  | TĐ | Branimir Hrgota     | 12 tháng 1, 1993 (22 tuổi) | 13   | 3   | BoNga Mönchengladbach |
| 10 | TĐ | John Guidetti       | 15 tháng 4, 1992 (23 tuổi) | 18   | 10  | Celtic                |
| 11 | TĐ | Isaac Kiese Thelin  | 24 tháng 6, 1992 (22 tuổi) | 6    | 6   | Bordeaux              |
| 12 | TM | Jacob Rinne         | 20 tháng 6, 1993 (21 tuổi) | 3    | 0   | Örebro SK             |
| 13 | TV | Arbër Zeneli        | 25 tháng 2, 1995 (20 tuổi) | 5    | 1   | IF Elfsborg           |
| 14 | TĐ | Mikael Ishak        | 31 tháng 3, 1993 (22 tuổi) | 21   | 10  | Randers               |
| 15 | TV | Kristoffer Olsson   | 30 tháng 6, 1995 (19 tuổi) | 10   | 3   | Midtjylland           |
| 16 | TV | Simon Tibbling      | 7 tháng 9, 1994 (20 tuổi)  | 14   | 0   | Groningen             |
| 17 | HV | Joseph Baffo        | 7 tháng 11, 1992 (22 tuổi) | 13   | 0   | Halmstads BK          |
| 18 | HV | Sebastian Holmén    | 29 tháng 4, 1992 (23 tuổi) | 12   | 0   | IF Elfsborg           |
| 19 | TV | Sam Larsson         | 10 tháng 4, 1993 (22 tuổi) | 7    | 1   | Heerenveen            |
| 20 | TV | Robin Quaison       | 9 tháng 10, 1993 (21 tuổi) | 12   | 0   | Palermo               |
| 21 | HV | Pa Konate           | 25 tháng 4, 1994 (21 tuổi) | 6    | 0   | Malmö FF              |
| 22 | TV | Simon Gustafson     | 11 tháng 1, 1995 (20 tuổi) | 7    | 3   | Häcken                |
| 23 | TM | Andreas Linde       | 24 tháng 7, 1993 (21 tuổi) | 4    | 0   | Molde                 |